# 叶剑英纪念园
叶剑英故居是已故中华人民共和国领导人叶剑英的早年的住所，坐落在广东省梅州市梅县区雁洋镇雁上村，2001年作为近现代重要史迹及代表性建筑列入第五批全国重点文物保护单位名单。